# Apache Ant
Apache Ant è un software per l'automazione del processo di build. È simile a make, ma scritto in Java ed è principalmente orientato allo sviluppo in Java. Ant è un progetto Apache, open source, ed è distribuito sotto licenza Apache.

## Esempio di file build.xml
Esso si basa su script in formato XML di cui segue un esempio:
```
<?xml version="1.0"?>

<project
 
name=
"Hello"
 
default=
"compile"
>

    
<target
 
name=
"clean"
 
description=
"remove intermediate files"
>

        
<delete
 
dir=
"classes"
/>

    
</target>

    
<target
 
name=
"compile"
 
description=
"compile the Java source code to class files"
>

        
<mkdir
 
dir=
"classes"
/>

        
<javac
 
srcdir=
"."
 
destdir=
"classes"
/>

    
</target>

    
<target
 
name=
"jar"
 
depends=
"compile"
 
description=
"create a Jar file for the application"
>

        
<jar
 
destfile=
"hello.jar"
>

            
<fileset
 
dir=
"classes"
 
includes=
"**/*.class"
/>

            
<manifest>

                
<attribute
 
name=
"Main-Class"
 
value=
"HelloProgram"
/>

            
</manifest>

        
</jar>

    
</target>

</project>

```

Ogni build file definisce un project composto da target in cui sono elencati i task, le istruzioni da eseguire. Nel progetto possono essere definite delle properties, coppie nome e valore immodificabili nel resto del progetto. I target possono avere delle dipendenze da altri target.

## Portabilità
La principale caratteristica di ant è la portabilità; per esempio comandi strettamente dipendenti dalla piattaforma come rm –rf classes nell'esempio precedente sono semplicemente eseguiti indipendentemente dalla piattaforma dal comando <delete dir="classes"/> del target clean.
Una discrepanza comune tra le varie piattaforme è il modo in cui il percorso delle directory è specificato. UNIX usa uno slash (/) per delimitare i componenti di un path, a differenza di Microsoft Windows che usa un backslash (\). La sintassi ant lascia libero l'autore del codice di usare una convenzione qualsiasi, back/forward slash per le directory, punto e virgola o due punti (; o :) per i separatori dei path (classpath). Ant converte tutto nella forma più appropriata alla piattaforma corrente.

## Uso
Ant viene eseguito da riga di comando e la sintassi del comando è sempre a disposizione eseguendo il comando: ant --help
Tipicamente viene usato nel modo seguente: ant –buildfile <build_file>.xml –D<proprieta1>=<valore1> –D<proprieta2>=<valore2> <target1> <target2>